# Cidade de Vigo 2008
Il Cidade de Vigo 2008 è stato un torneo di tennis facente parte della categoria ATP Challenger Series nell'ambito dell'ATP Challenger Series 2008. Il torneo si è giocato a Vigo in Spagna dall'11 al 17 agosto 2008 su campi in terra rossa e aveva un montepremi di $35 000+H.

## Vincitori

### Singolare
Pablo Andújar ha battuto in finale  Marco Crugnola con il punteggio di 6–1, 3–6, 6–3

### Doppio
Marco Crugnola /  Alessandro Motti hanno battuto in finale  Pedro Clar /  Pablo Martin-Adalia con il punteggio di 6–3, 4–6, [10–4]